# 리영호 (배우)
리영호(표준어: 이영호, 1963년~)는 조선민주주의인민공화국의 영화배우이다. 그는 역사영화 《홍길동》에서 날렵하고 대담하게 적을 물리치는 연기로 인기가 많고, 그의 수려한 외모로 젊은 여성들에게 사랑을 받고 있는 배우이다.
조선민주주의인민공화국에 강제로 납북되어 있던중에 《불가사리》를 제작하여 조선민주주의인민공화국의 영화 수준을 높인 신상옥은 지난 2003년에 《조선일보》(대한민국의 신문)에서 나눈 인터뷰에서 《리영호는 외모도 수려하고, 연기를 잘해 그를 <북한의 10대 얼짱(인터넷에서 얼굴이 곱다는 의미의 속어)>이라고 칭찬》했다고 말했다.
그는 역사영화 《홍길동》에서 많은 연기를 했지만, 실화를 재구성하여 만든 예술영화 《줄기는 뿌리에서 자란다》, 《먼 후날의 나의 아침》에서도 《열혈연기》를 보여주었다.
지금 그는 인민배우로 정부에서도 인정을 받고있다, 평양출판사에서 발행하는 《등대》라는 화보책에서 《잊을 수 없는 배우-<홍길동>, 리영호》로 인터뷰를 받았다. 지금은 평양대극장에서 연극지도원으로 활동하고있다고 한다.

## 출연
- 홍길동 (1985년)
- 김동무는 하늘을 난다 (2012년)
- 전환 (2006년)
- 줄기는 뿌리에서 자란다 (1998년)
- 먼 후날의 나의 아침 (1996년)

## 뮤직비디오
- 《조선가요》